# Szűcsi
Szűcsi is een plaats (község) en gemeente in het Hongaarse comitaat Heves. Szűcsi telt 1720 inwoners (2002).